# Distrito de Prettigovia/Davos

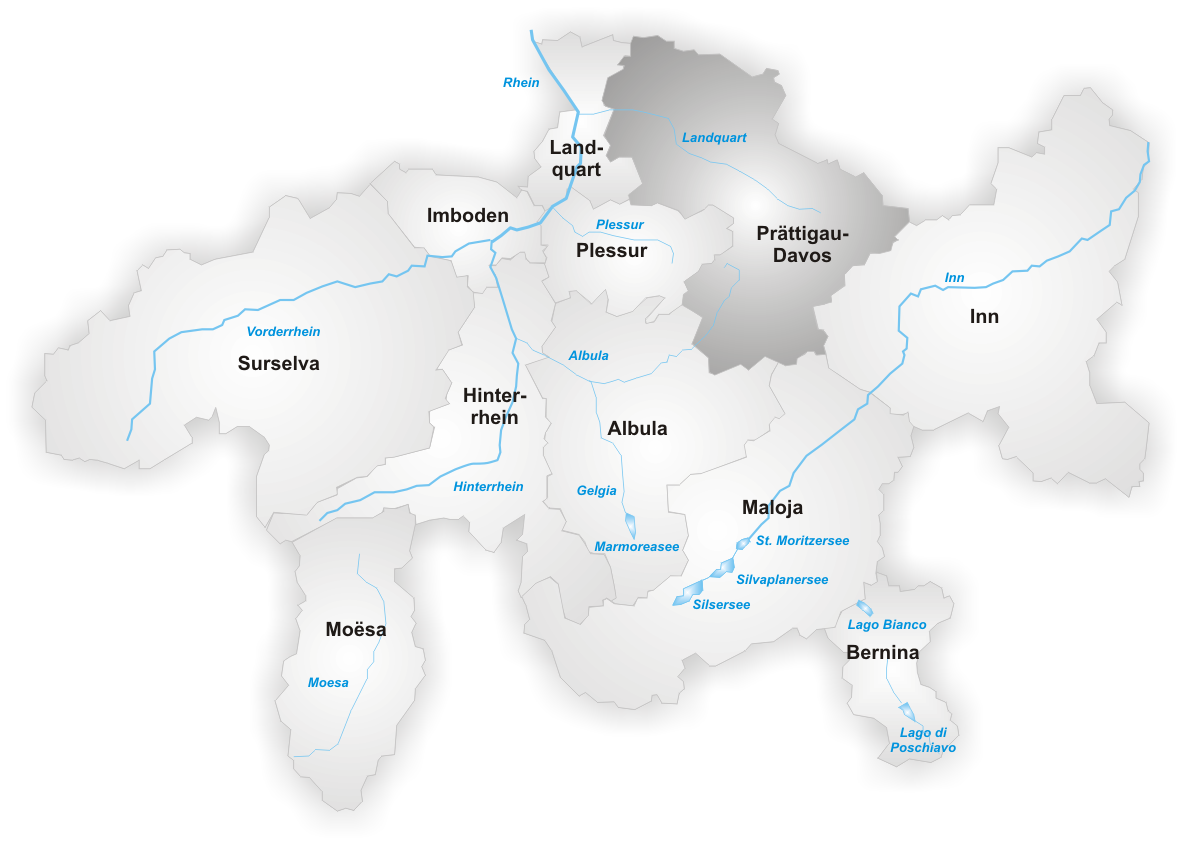
O antigo distrito de Prettigovia/Davos

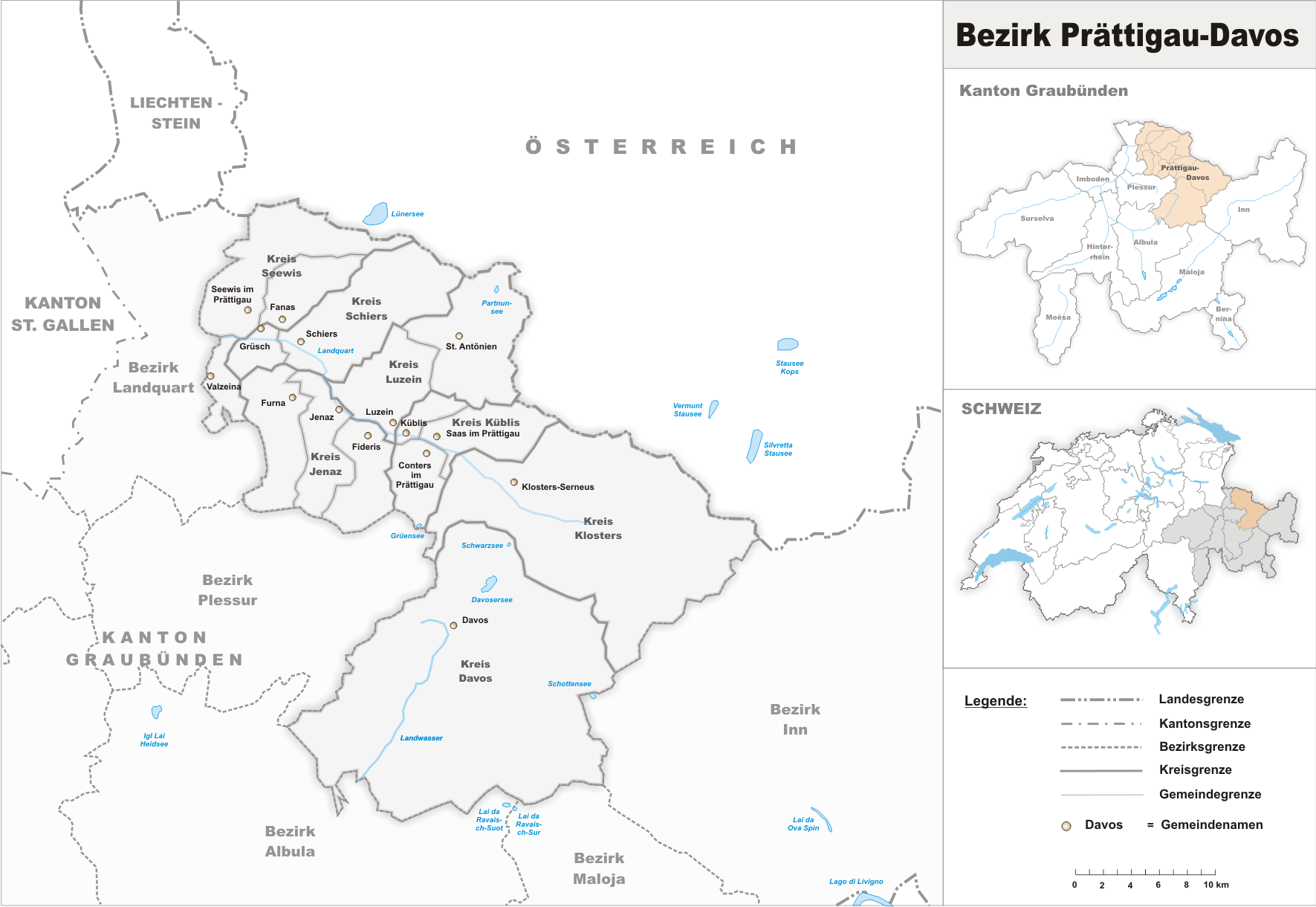
As comunas do antigo distrito

O distrito de Prettigovia/Davos  (ou Prättigau/Davos) foi um dos 11 distritos do cantão de Grisões na Suíça. Tem uma área de 823,95 km² e uma população de 26.180 (em dezembro de 2009). 
Foi substituído pela Região de Prettigovia/Davos em 1 de janeiro de 2016, como parte de uma reorganização territorial do Cantão.

## Antiga composição
Contava com 15 comunas divididas em sete círculos comunais:

### Círculo comunal de Davos
- Davos

### Círculo comunal de Jenaz
- Fideris
- Furna
- Jenaz

### Círculo comunal de Klosters
- Klosters-Serneus

### Círculo comunal de Küblis
- Conters im Prättigau
- Küblis
- Saas im Prättigau

### Círculo comunal de Luzein
- Luzein
- Sankt Antönien

### Círculo comunal de Schiers
- Grüsch
- Schiers

### Círculo comunal de Seewis
- Fanas
- Seewis im Prättigau
- Valzeina

## Línguas
| Línguas do distrito de Prettigovia/Davos, GR |            |             |
| Línguas                                      | Censo 2000 | Censo 2000  |
| Línguas                                      | Número     | Porcentagem |
| Alemão                                       | 23,492     | 89.9 %      |
| Romanche                                     | 285        | 1.1 %       |
| Italiano                                     | 452        | 1.7 %       |
| TOTAL                                        | 26,130     | 100 %       |